# آتش‌بس کاله
آتش‌بس کاله (انگلیسی: Truce of Calais) (به فرانسوی: Trêve de Calais) آتش‌بسی بود که ادوارد سوم پادشاه انگلستان و فیلیپ ششم پادشاه فرانسه در ۲۸ سپتامبر ۱۳۴۷ با میانجیگری فرستادگان پاپ کلمنت ششم به توافق رسیدند. جنگ صدساله در سال ۱۳۳۷ میلادی آغاز شد و در سال ۱۳۴۶ ادوارد با ارتشی در شمال فرانسه پیاده شد و پس از تحمیل شکست سنگین به فیلیپ و ارتش فرانسه در نبرد کرسی، انگلیسی‌ها کاله را محاصره کردند و آن شهر پس از ۱۱ ماه سقوط کرد. هر دو کشور از نظر مالی و نظامی خسته شده بودند و دو کاردینال که برای پاپ کلمنت فعالیت می‌کردند توانستند در یک سری مذاکرات در خارج از کاله میانجی‌گری کنند. این توافق در تاریخ ۲۸ سپتامبر ۱۳۴۷ امضا شد و تا ۷ ژوئیه سال بعد اعتبار داشت.